# Saint-Urbain-Maconcourt

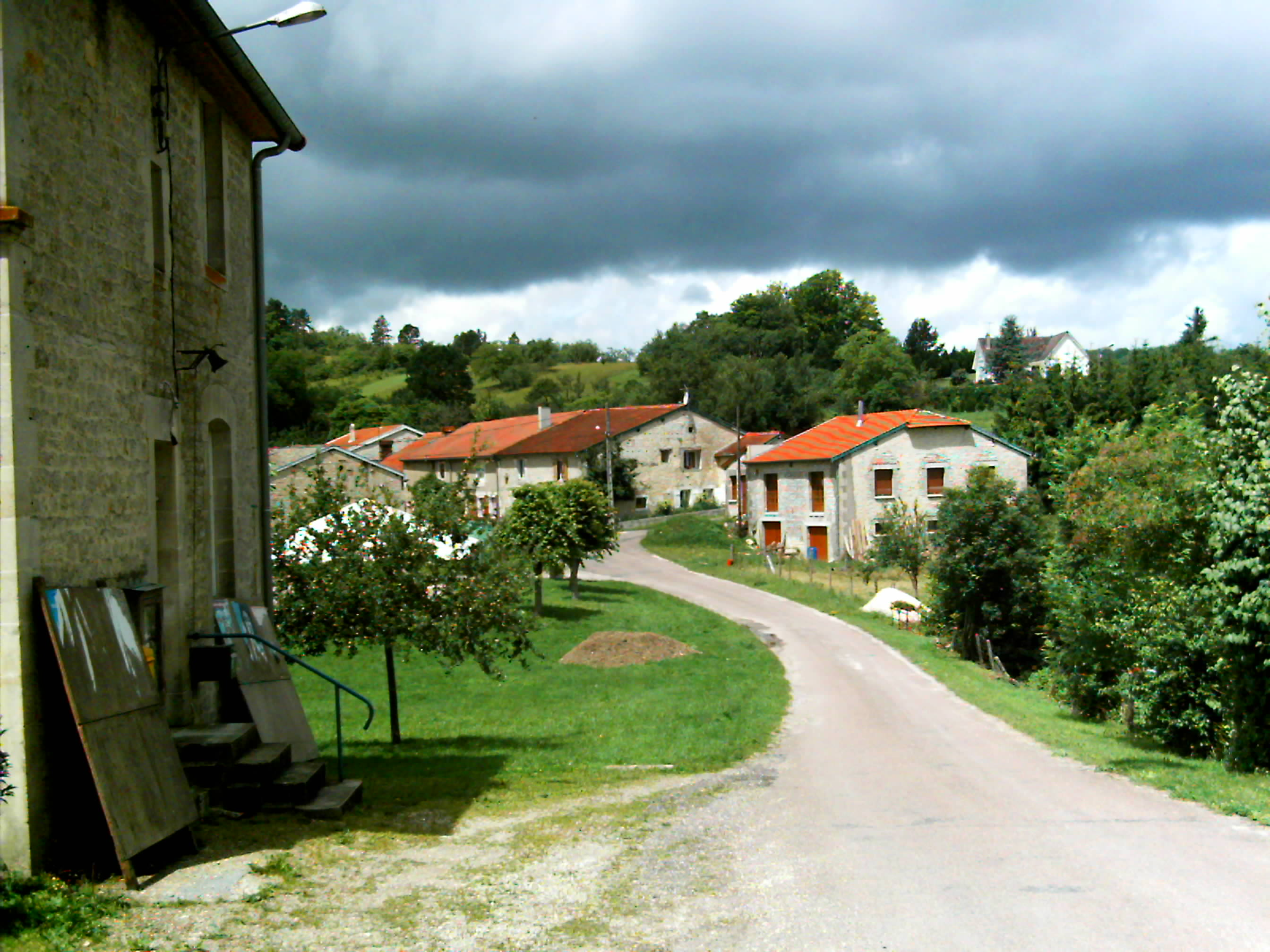
Immagine del comune

Saint-Urbain-Maconcourt è un comune francese di 662 abitanti situato nel dipartimento dell'Alta Marna nella regione del Grand Est.

## Società

### Evoluzione demografica
Abitanti censiti